# 罪惡帝國
《罪惡帝國》是一款即將推出的戰略電子遊戲，由Romero Games開發，Paradox Interactive發行。預計將於2020年12月1日在Microsoft Windows、macOS、PlayStation 4、Xbox One和任天堂Switch平台上發售。在遊戲中，玩家扮演的角色是在禁酒時期受到芝加哥真實人物啟發的幾個黑幫老大之一。玩家要利用他們的老大來控制他們手下的行動來接管對手的生意，並招募新成員，同時要保衛他們自己的帝國。

## 玩法
《罪惡帝國》是一款實時戰略遊戲，玩家扮演一名犯罪老大，於1920年開始並在1930年之前獲取芝加哥的控制權。作為老大，他們可以招募16個下屬來管理他們的企業帝國，例如地下酒吧、賭場和妓院，同時要透過接管其他人的企業來擴大自己的影響力。

## 開發
《罪惡帝國》是由Romero Games的約翰·羅梅洛和布倫達·羅梅洛兩夫婦共同開發，布倫達擔任首席設計師。